# أرماند أسانتي
أرماند أسانتي Armand Anthony Assante, Jr. ، من مواليد مدينة نيويورك بتاريخ 4 أكتوبر عام 1949م، ممثل أمريكي معروف .

## أشهر أفلامه
اشتهر الممثل أرماند مع زميله سيلفستر ستالون في فيلم القاضي دريد عام 1994م، وكان الفيلم تلقى نجاحات بسبب وجود ممثلين ستالون وأرماند .

## أعماله

### شارك في أفلام سينمائية
- The Lords of Flatbush (1974)
- First Ladies Diaries: Rachel Jackson (1975) (TV)
- Paradise Alley (1978)
- Human Feelings (a.k.a. Miles the Angel) (1978) (TV)
- ست البيت (فيلم) (1978) (TV)
- The Pirate  [لغات أخرى]‏ (1978) (TV)
- Prophecy (1979)
- Little Darlings (1980)
- Private Benjamin (1980)
- Sophia Loren: Her Own Story (1980) (TV)
- Love and Money  [لغات أخرى]‏ (1982)
- I, the Jury  [لغات أخرى]‏ (1982)
- Rage of Angels (1983) (TV)
- Unfaithfully Yours  [لغات أخرى]‏ (1984)
- Why Me?  [لغات أخرى]‏ (1984) (TV)
- Evergreen (1985) (TV)
- A Deadly Business (1986) (TV)
- Belizaire the Cajun (1986)
- Stranger in My Bed (1987) (TV)
- Hands of a Stranger (1987) (TV)
- Napoleon and Josephine: A Love Story (1987) (TV)
- The Penitent (1988)
- Jack the Ripper  [لغات أخرى]‏ (1988) (TV)
- Eternity (1989)
- Passion and Paradise (1989) (TV)
- Animal Behavior  [لغات أخرى]‏ (1989)
- Q&A (1990)
- The Marrying Man (1991)
- Fever (1991) (TV)
- The Mambo Kings (1992)
- فردوس الارض 1942 (1992)
- هوفا (1992)
- Fatal Instinct (1993)
- Blind Justice  [لغات أخرى]‏ (1994) (TV)
- Trial by Jury (1994)
- القاضي دريد (1995)
- Kidnapped (1995) (TV)
- Striptease (1996)
- Gotti (1996) (TV)
- The Odyssey  [لغات أخرى]‏ (1997) (TV) - أوديسيوس
- The Hunley (1999) (TV)
- الطريق إلى إل دورادو (2000) (voice) - Tzekel-Kan
- On the Beach  [لغات أخرى]‏ (2000) (TV)
- Looking For An Echo (2000)
- Last Run (2001)
- After the Storm  [لغات أخرى]‏ (2001) (TV)
- One Eyed King (2001)
- Federal Protection (2002)
- Partners in Action (2002)
- Citizen Verdict (2003)
- Tough Luck (2003)
- Consequence (2003)
- Casanova's Last Stand (2005)
- Children of Wax (a.k.a. The Killing Grounds) (2005)
- Dot.Kill (2005)
- The Third Wish (2005)
- Mirror Wars: Reflection One  [لغات أخرى]‏ (2005)
- Two for the Money (2005)
- Confessions of a Pit Fighter (2005)
- Funny Money (2006)
- Dead Lenny (2006)
- Soul's Midnight (2006)
- Surveillance (2006)
- Mexican Sunrise (2007)
- California Dreamin'  [لغات أخرى]‏ (2007)
- عندما بكى نيتشه (فيلم) (2007)
- American Gangster (2007)
- Shark Swarm (2008) (TV)
- La Linea  [لغات أخرى]‏ (2008)
- The Man Who Came Back  [لغات أخرى]‏ (2008)
- The Lost (2009)
- Smile (2009)
- The Steam Experiment (a.k.a. The Chaos Experiment) (2009)
- Chicago Overcoat (2009)
- Breaking Point  [لغات أخرى]‏ (a.k.a. Order of Redemption) (2009)
- Magic Man  [لغات أخرى]‏ (2009)
- The Bleeding  [لغات أخرى]‏ (2009)
- Shadows in Paradise (2010)
- Killer By Nature (2010)

### مسلسلات تلفزيونية
- How to Survive a Marriage (1974–1975)
- الأطباء (مسلسل تلفزيوني 1963) (1975–1977)
- كوجاك [الإنجليزية] (1977)
- Mrs. Columbo (1979)
- Jack the Ripper  [لغات أخرى]‏ (1988)
- Push, Nevada (2002)
- ER (2006)
- NCIS - René "La Grenouille" Benoit (2007)
- October Road (2008)
- On The Beach (Remake - TV miniseries - Australia) (2009)
- Chuck (2010)
- Human Target  [لغات أخرى]‏ (2010)

## وصلات لها صلة
- أرماند أسانتي على موقع IMDb (الإنجليزية)
- أرماند أسانتي على موقع روتن توميتوز (الإنجليزية)
- أرماند أسانتي على موقع ألو سيني (الفرنسية)
- أرماند أسانتي على موقع ميوزك برينز (الإنجليزية)
- أرماند أسانتي على موقع تيرنر كلاسيك موفيز (الإنجليزية)
- أرماند أسانتي على موقع أول موفي (الإنجليزية)
- أرماند أسانتي على موقع قاعدة بيانات برودواي على الإنترنت (الإنجليزية)
- أرماند أسانتي على موقع قاعدة بيانات الأفلام السويدية (السويدية)
- أرماند أسانتي على موقع إن إن دي بي (الإنجليزية)
- أرماند أسانتي على موقع قاعدة بيانات الفيلم (الإنجليزية)
- Armand Assante على موقع تي في.كوم